# تجربة جوني (مسلسل)
تجربة جوني (بالإنجليزية johnny test) هو مسلسل رسوم متحركة امريكي كندي من إنتاج شركة وارنر براذرز أنيميشن للموسم الأول فقط من المسلسل واكملت مجموعة كوكي جار كباقي إنتاج هذه السلسلة، تم بث السلسلة لأول مرة على The WB في 17 سبتمبر 2005 والتي بثت الموسم الثاني والثالث فقط، اما باقي السلسلة فقط بثت على قناة كرتون نتورك ابتدأ من 07 يناير 2008 في الولايات المتحدة وعلى الصعيد الدولي تم عرض المسلسل في كندا على قناة تيليتون في 08 سبتمبر 2006 اما
في العالم العربي تم عرض المسلسل مدبلج حصريا باللغة العربية عبر شبكة نتفليكس ومن ثم عرضته قناة قناة كرتون نتورك بالعربية الفضائية 2 يناير 2012

## وصلات خارجية
- تجربة جوني على موقع IMDb (الإنجليزية)
- تجربة جوني على موقع ميتاكريتيك (الإنجليزية)
- تجربة جوني على موقع روتن توميتوز (الإنجليزية)
- تجربة جوني على موقع نتفليكس (الإنجليزية)
- تجربة جوني على موقع نتفليكس (الإنجليزية)
- تجربة جوني على موقع فيلمافينيتي (الإسبانية)
- تجربة جوني على موقع كينوبويسك (الروسية)
- تجربة جوني على موقع ألو سيني (الفرنسية)
- تجربة جوني على موقع قاعدة بيانات الفيلم (الإنجليزية)